# Mayoyao
Mayoyao is een gemeente in de Filipijnse provincie Ifugao op het eiland Luzon. Bij de laatste census in 2007 had de gemeente bijna 17 duizend inwoners.

## Geografie

### Bestuurlijke indeling
Mayoyao is onderverdeeld in de volgende 27 barangays:
| - Aduyongan - Alimit - Ayangan - Balangbang - Banao - Banhal - Bato-Alatbang - Bongan - Buninan | - Chaya - Chumang - Epeng - Guinihon - Inwaloy - Langayan - Liwo - Maga - Magulon | - Mapawoy - Mayoyao Proper - Mongo - Nalbu - Nattum - Palaad - Poblacion - Talboc - Tulaed |

## Demografie
Mayoyao had bij de census van 2007 een inwoneraantal van 16.722 mensen. Dit zijn 2.531 mensen (17,8%) meer dan bij de vorige census van 2000. De gemiddelde jaarlijkse groei komt daarmee uit op 2,29%, hetgeen hoger is dan het landelijk jaarlijks gemiddelde over deze periode (2,04%). Vergeleken met de census van 1995 is het aantal mensen met 1.989 (13,5%) toegenomen.

De bevolkingsdichtheid van Mayoyao was ten tijde van de laatste census, met 16.722 inwoners op 238,05 km², 70,2 mensen per km².